# 1975년 대한민국의 영화
다음은 1975년에 대한민국에 개봉한 영화에 관하여 서술한다.

## 흥행 주요 기록
외화에서는 <엑소시스트>가 5월 24일 개봉하여 국제극장+허리우드극장 관객을 합쳐 서울관객 약 497,500명으로 1위를 차지했으며, 명보극장에서 8월 15일 개봉한 남아공 영화 <마이 웨이>(1973)가 30만여 관객을 달성하며, 같은 날 개봉한 <스팅>이 33만, 샘 페킨파 감독의 1972년작 겟어웨이가 30만으로 비슷하여 공동 2위, 1971년작 인도 영화 <신상>(Haathi Mere Saathi)과 <007 황금총을 가진 사나이>가 20만 명 정도를,1969년작 더스틴 호프먼 주연의 <미드나잇 카우보이>가 이 해 개봉해 15만 명 이상을 달성했고, 블레이크 에드워즈 감독 오마 샤리프, 줄리 앤드류스 주연의 타마린드 씨드가 10만 가량을 모았다. 이외에도 <크레이지 보이>, <썸머타임 리코>가 서울 관객 10만 이상을 달성했다.
방화에서는 <영자의 전성시대>가 서울 40만 5천명을 동원했고, <바보들의 행진>이 15만 명으로 2위를 차지했다. <어제 내린 비>(14만 7천), <인사여무>(12만 6천), <육체의 약속>(7만)이 뒤를 이었다.

## 이벤트 및 수상
- 제 11회 한국 연극 영화 TV 예술상
- 제 14회 대종상 영화제